# Eine Hand wäscht die andere (2012)
Eine Hand wäscht die andere ist eine deutsche Fernsehkomödie von Hermine Huntgeburth aus dem Jahr 2012.

## Handlung
In einer Kleinstadt haben sich die Bürger mit den Mitarbeitern der Betriebsprüfung des Finanzamts arrangiert. Bestimmte Betriebe werden keinerlei Prüfung unterzogen und lassen sich diesen Umstand etwas kosten. Andere machen den Prüfern Freundschaftsgeschenke, um sie bei Laune zu halten. Auch Chlodwig Pullmann gehört zu den Prüfern und kann durch einen stetigen Fluss von Geld und Geschenken den Lebensstandard seiner Familie deutlich steigern. Dabei stört es kaum, dass Chlodwigs hiervon ahnungslose Frau Jenny eine Initiative für einen Antikorruptionsbeauftragten in der Kleinstadt anführt. Aktiv gegen Korruption geht Jenny vor, seitdem der alte Hafenspeicher des Ortes unter Wert an eine ominöse Gesellschaft in Monaco veräußert wurde. Jenny verlor dadurch ihren geliebten Wollladen. Sie vermutet dahinter Machenschaften des Bürgermeisters Karsten Leimer.
Der Frieden in der Kleinstadt wird gestört, als der alkoholkranke Leiter der Betriebsprüfung Knut überraschend verstirbt. Versucht der Bürgermeister zunächst, Chlodwig zum Leiter zu machen, muss er schließlich akzeptieren, dass ein Neuer aus Hannover, Oberregierungsrat Dr. Jakob Kronibus, den Posten erhält. Der junge, karrierebewusste Beamte wurde aus der Landeshauptstadt in die Provinz versetzt, weil er in Parteifinanzsachen „zu genau“ gewesen sei und möchte nun durch eine kräftige Steigerung der Steuermehreinnahmen im Landkreis seinen Laufbahnknick ausbügeln. Chlodwig und seine Kollegen versuchen, Jakob auf der persönlichen Ebene umzustimmen, aber er bleibt hart. Jakob entdeckt sofort Unregelmäßigkeiten bei der Auswahl der Prüfer für bestimmte Betriebe und legt eine neue Prüfzuordnung fest. Zwar versuchen die einzelnen Prüfer, den jeweils anderen über die jeweiligen „Vereinbarungen“ mit den Betrieben zu briefen, doch die Mauscheleien kommen bald heraus: Chlodwig hat einen Ticketverkäufer, bisher einer von Sinas „Kunden“, geprüft und die Zahlen unter fadenscheinigen Vorwänden „wie vorher vereinbart“ nach unten korrigiert. Jakob verpasst Chlodwig eine Abmahnung. Sina wiederum prüft auf Jakobs Anweisung hin den Elektroladen von Henning Safranski, der bisher immer auf Chlodwigs Liste stand und nie ernsthaft geprüft wurde, auch weil Henning Chlodwigs schwer behinderten Schwager Johnny beschäftigt. Die Prüfung, die Sina ordnungsgemäß durchführt, weil sie sich in Jakob verliebt hat, ergibt eine Nachzahlungsforderung von 55.000 Euro. Weil Safranski nun vor der Pleite steht und auch Johnny entlassen muss, manipuliert Chlodwig zunächst Sinas Abschlussbericht, wird dabei aber von Jakob erwischt und löscht die Datei kurzerhand komplett. Chlodwig wird suspendiert.
Jenny erkennt erstmals, dass ihr Mann korrupt ist und auch sie davon profitiert hat, als sie beim Friseur auf einmal 60 statt 20 Euro bezahlen muss, mit der Begründung, früher habe sie einen internen „Betriebsprüferehefrauenrabatt“ erhalten. Sie erfährt auch, dass die monegassische Gesellschaft für Entwicklung und Planung des Hafenspeichers Bürgermeister Leimer, Chlodwig und Knuts Bruder Heinz gehört. Chlodwig hoffte, durch den Verkauf der Immobilie genug Geld für ein Luxuswohnmobil zu erhalten. Jenny ist empört, hat jedoch in der Familie noch andere Probleme: Sohn Torben hat Konzertkarten gestohlen und für die Fahrt zum Konzert ein Auto kurzgeschlossen. Jenny sieht Vater Chlodwigs kriminelle Machenschaften als schlechtes Vorbild für den Jungen und droht mit Trennung.
Jenny hat schließlich mit ihrem Aktionsbündnis, das einen Antikorruptionsbeauftragten in der Kleinstadt fordert, Erfolg. Zur Wahl stellen sich Jakob und Chlodwig, wobei letzterer seinen Auftritt als den eines reumütigen Bekehrten zelebriert. Er wird mit wenigen Gegenstimmen zum Antikorruptionsbeauftragten gewählt. Jenny macht ihm klar, dass sie zunächst den Hafenspeicher und damit ihren Wollladen wiederhaben will. Sein erster Arbeitstermin führt Chlodwig daher zu Karsten Leimer und Heinz. Hier lehnt er jeden neuerlichen Bestechungsversuch ab. Als letztes Angebot bietet Leimer ihm das Wohnmobil an, von dem Chlodwig immer geträumt hat. Chlodwig wird nachdenklich. Der Film endet vor seiner Antwort.

## Produktion
Eine Hand wäscht die andere wurde von April bis Mai 2012 in Stade (Altstadt, Friedhof Campe, Schwedenspeicher-Museum) Buxtehude und Hamburg gedreht. Die Produktion erfolgte im Auftrag von arte und dem NDR und trug den Arbeitstitel Die Pullmann-Energie. Die Kostüme schuf Sabine Boebbis, die Filmbauten stammen von Sabine Pawlik. Der Film hatte am 30. September 2012 auf dem Filmfest Hamburg Premiere. Am 1. März 2013 lief er auf arte erstmals im deutschen Fernsehen. In der ARD wurde er am 22. Januar 2014 ausgestrahlt.

## Kritik
Für den film-dienst war Eine Hand wäscht die andere eine „gut gespielte, mit grotesken Zuspitzungen arbeitende (Fernseh-)Komödie über den bisweilen schmalen Grat zwischen Korruption und ‚Bagatellsünden‘“. Die TV Spielfilm nannte die Komödie eine „Korruption-trifft-Familienwerte-Schnurre“ und fand sie „leicht unkonzentriert, aber mit feinen Tönen“. Die Süddeutsche Zeitung kritisierte, dass der Film zu viele „zufällige Verbandelungen“ enthalte und „die Beziehungen […] genauso überzeichnet [sind] wie die Personen und Ereignisse.“ Die F.A.Z. schrieb, Huntgeburth sei eine „herrlich überdrehte Satire auf die Toleranz für menschliche Schwächen gelungen, die man als die eigenen erkennt“ und lobt Noethens und Lohmeyers schauspielerische Leistung.